# Atsushi Takahashi
| Odkryte planetoidy: 22 (wspólnie z Kazuo Watanabe) | Odkryte planetoidy: 22 (wspólnie z Kazuo Watanabe) |
| -------------------------------------------------- | -------------------------------------------------- |
| (4644) Oumu                                        | 16 września 1990                                   |
| (4677) Hiroshi                                     | 26 września 1990                                   |
| (4746) Doi                                         | 9 października 1989                                |
| (4795) Kihara                                      | 7 lutego 1989                                      |
| (4905) Hiromi                                      | 15 maja 1991                                       |
| (5214) Oozora                                      | 13 listopada 1990                                  |
| (5750) Kandatai                                    | 11 kwietnia 1991                                   |
| (6049) Toda                                        | 2 listopada 1991                                   |
| (6644) Jugaku                                      | 5 stycznia 1991                                    |
| (6778) Tosamakoto                                  | 4 października 1989                                |
| (7826) Kinugasa                                    | 2 listopada 1991                                   |
| (10319) Toshiharu                                  | 11 października 1990                               |
| (12734) Haruna                                     | 29 października 1991                               |
| (13540) Kazukitakahashi                            | 29 października 1991                               |
| (15716) Narahara                                   | 29 listopada 1989                                  |
| (15729) Yumikoitahana                              | 16 października 1990                               |
| (20019) Yukiotanaka                                | 2 listopada 1991                                   |
| (23495) Nagaotoshiko                               | 29 października 1991                               |
| (24726) Nagatatetsuya                              | 2 listopada 1991                                   |
| (48433) 1989 US1                                   | 29 października 1989                               |
| (73705) 1991 UR2                                   | 31 października 1991                               |
| (129454) 1991 UQ2                                  | 31 października 1991                               |

Atsushi Takahashi (jap. 高橋篤史 Takahashi Atsushi; ur. 1965) – japoński astronom amator. Odkrył 22 planetoidy wspólnie z Kazuo Watanabe. 
Jedną z planetoid nazwano (4842) Atsushi od jego imienia, zaś nazwa współodkrytej przez niego planetoidy (13540) Kazukitakahashi upamiętnia jego najstarszego syna.